# Archives nationales d'Australie
Pour les articles homonymes, voir Archives nationales (homonymie).

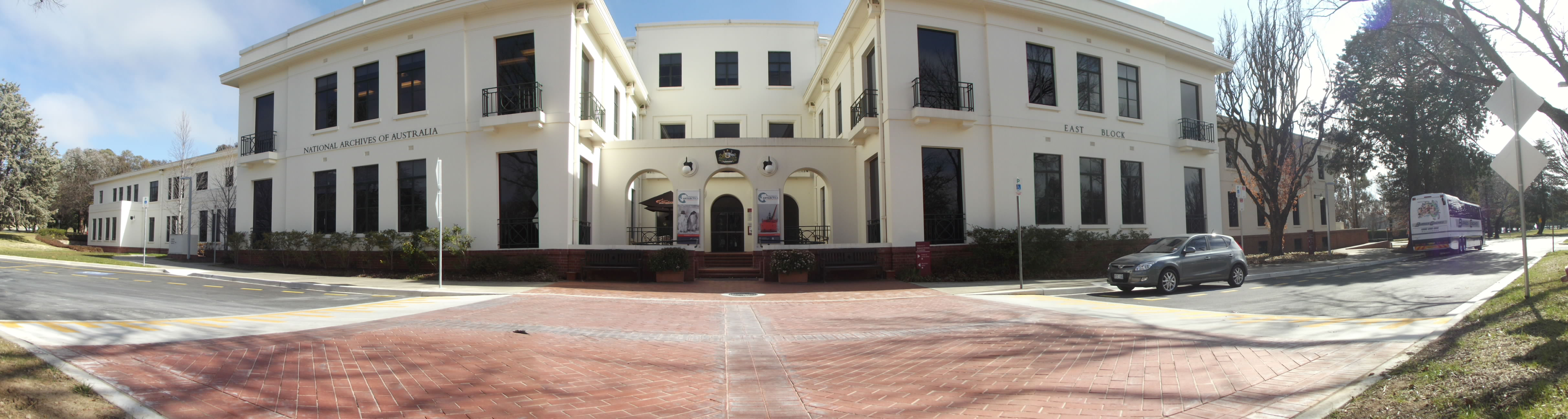
Une autre façade du bâtiment principal des NAA (Archives nationales d'Australie).

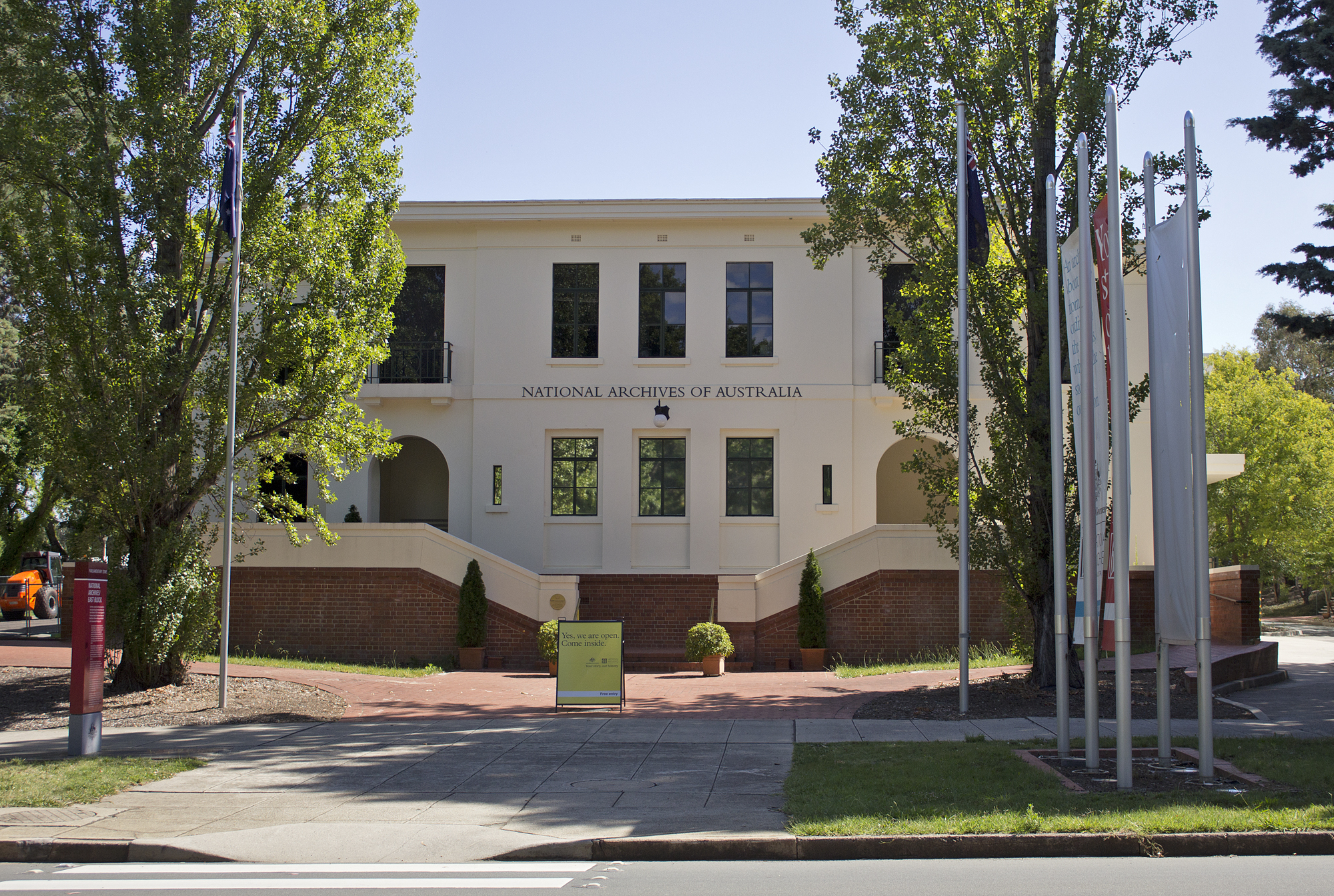
Les archives nationales d'Australie à Canberra.

Les Archives nationales d'Australie (NAA) sont un organe du gouvernement australien chargé de conserver et de communiquer les archives produites et reçues par le gouvernement et les autres institutions fédérales. Elles relèvent directement du Premier ministre.
Elles sont situées à Canberra, avec des annexes dans chaque capitale d'État et à Darwin. David Fricker en est le directeur général depuis le 1er janvier 2012. 

## Histoire
La première pierre du futur bâtiment des Archives nationales fut posée par le Prince de Galles, futur Édouard VIII, à Canberra en 1920, mais aucune construction ne fut ensuite entreprise. La collecte des archives publiques resta du ressort de la Bibliothèque du Parlement fédéral (qui deviendra la Bibliothèque nationale). 
L'archiviste américain Theodore Schellenberg, chargé d'une mission d'expertise dans le cadre du programme Fulbright préconisa en 1954 de confier les missions d'archivage à un organisme distinct de la Bibliothèque nationale, ce qui fut fait en 1961 avec la création officielle du Bureau des archives du Commonwealth (devenu Archives australiennes en 1975), qui était cependant dispersé dans diverses implantations, y compris des locaux préfabriqués, dans la banlieue de Canberra. L'institution dut attendre la loi sur les archives de 1983 pour se voir donner le mandat officiel de recueillir toutes les archives gouvernementales. Leur dénomination actuelle date de 1998, moment où l’agence gouvernementale changea une fois de plus son nom pour celui d’Archives nationales d'Australie. 
En 2016, La France et l'Australie ont concrétisé un partenariat de coopération de leurs départements d'archives respectifs dans le but de faciliter l'étude des relations entre les deux pays. 

## Collections
Selon une publication officielle des Archives nationales d’Australie en date de 2015 intitulée What We Keep, trois critères influencent la sélection de documents au sein de ses collections. Ainsi, sont communément admis les documents:
- relatant les décisions et les gestes du gouvernement australien;
- portant sur les droits des résidents du Commonwealth d’Australie et la définition même de leur identité nationale;
- contribuant à écrire ou à réécrire une nouvelle page de la mémoire collective australienne.

Il importe toutefois de comprendre qu’il ne s’agit pas ici d’un guide servant à déterminer de manière stricte et définitive quel document possède une valeur archivistique aux yeux de l’agence publique australienne, et lequel n’en possède pas. Autrement dit, une archive qui semble inintéressante aujourd’hui aux yeux des Archives nationales d’Australie pourrait acquérir de la valeur dans le futur et, auquel cas, mériter d’être conservée de façon temporaire ou permanente.
En conséquence, les collections des Archives nationales australiennes incluent bien sûr des documents relatifs au fonctionnement du gouvernement du pays. Ces documents n’ont cependant pas toujours été sous la garde des Archives nationales, puisque c’était autrefois la Bibliothèque nationale d’Australie qui avait pour responsabilité de les conserver. En effet, c’est vers la fin des années 1920 que les toutes premières archives gouvernementales, à savoir celles du tout premier ministre de l’Australie (Edmund Barton), furent remises à son ancêtre. Les Archives nationales obtinrent toutefois en 1983, grâce à la loi sur les Archives (Archives Act) instaurée la même année, la priorité d’acquisition de ces documents sur la Bibliothèque nationale.
Parmi les collections, il est également possible de constater qu’une certaine diversité quant aux types de supports documentaires y règne. Les archives audio-visuelles (audio-visual records) représentent ainsi une majeure partie des acquisitions des NAA, l’agence gouvernementale étant en effet responsable de l’inventaire le plus vaste de ce type d’archives au pays. Les plus anciennes datent du début des années 1930.
Enfin, les collections comprennent un nombre gigantesque de recensements de la population australienne et étrangère (‘’census forms’’), qui ne peuvent être détruits sans avoir obtenu au préalable l’accord du directeur-général. Ce droit lui a été accordé par le biais de la loi sur les archives.

## Services
Au-delà de la protection de ses collections, les Archives nationales d’Australie proposent une large variété de ressources et services. En outre, elles préparent des expositions et elles sont en mesure de rendre certaines archives accessibles aux individus qui en font la demande.
Bien entendu, une base de données demeure à la disposition des usagers afin que l’organe gouvernemental puisse présenter l’ensemble de ses collections en ligne, et rendre accessibles au public quelques-unes de ses pièces maîtresses. C’est ainsi qu’est née RecordSearch, une base créée par la fusion de RINSE et ANGAM, qui étaient autrefois utilisées aux Archives nationales d’Australie.